# Conclave del 1471
Il conclave del 1471 (dal 6 al 9 agosto 1471) venne convocato a seguito della morte di papa Paolo II avvenuta il 26 luglio dello stesso anno e si concluse con l'elezione del cardinale Francesco Della Rovere, che assunse il nome di Sisto IV.

## Situazione generale
A eccezione dei conclavi dello Scisma d'Occidente, questo fu il primo dopo il 1305 a disporre di un sistema funzionante con i due terzi della maggioranza costituita da cardinali italiani, a causa dell'assenza di sei cardinali stranieri. Questo fu dovuto in parte alla morte imprevista di papa Paolo II.
Le due principali fazioni furono quella del cardinale Guillaume d'Estouteville e di Latino Orsini. Quella di Orsini, in particolare, ottenne una grande vittoria preconclave riuscendo a convincere il resto del Collegio Cardinalizio a escludere i cardinali in pectore creati da papa Paolo II, in esplicito contrasto con l'ultimo volere e testamento del precedente pontefice. A questi cardinali in pectore sarà permesso in seguito di partecipare al Conclave del 1492. Paolo II creò al massimo otto cardinali segreti, di cui almeno cinque erano viventi al momento del conclave: Pedro Ferriz, Pietro Foscari, Giovanni Battista Savelli, Ferry de Clugny e János Vitéz.
La capitolazione fu redatta all'inizio del conclave, ma contrariamente al solito non conteneva esplicite limitazioni al potere papale, eccetto per la continuazione della crociata contro i Turchi. Le fazioni citate sopra possono essere chiamate più specificamente dei Pieschi (in riferimento ai cardinali creati da Pio II) e dei Paoleschi (in riferimento ai cardinali creati da Paolo II).
Come nel conclavi precedenti, Basilio Bessarione emerse come il favorito della prima ora, con sei voti nella seconda giornata grazie a: d'Estouteville, Filippo Calandrini, Angelo Capranica, Jacopo Ammannati Piccolomini, Oliviero Carafa e Marco Barbo. Nella stessa votazione d'Estouteville ricevette tre voti di Bessarione, Francesco Gonzaga e Teodoro Palelogo, come pure Niccolò Fortiguerra ne ricevette tre da Orsini, Berardo Eroli, e Amico Agnifili. I restanti sei voti furono assegnati a Orsini da Francesco della Rovere e Giovanni Michiel, a Bartolomeo Roverella da Rodrigo Borgia e Giovanni Battista Zeno, a Eroli da Fortiguerra, a Calandrini da Roverella. Le antiche argomentazioni contro Bessarione, ovvero sulla nazionalità non italiana, prevalsero e furono appesantite da un probabile dissenso dei principi di Francia.
I preferiti degli scrutini seguenti furono, in ordine cronologico, Calandrini, Fortiguerra e Roverella. Il preciso conteggio dei voti è conosciuto grazie alle note di Nicodemo da Pontremoli, mandato dal Duca di Milano Galeazzo Maria Sforza, all'epoca residente presso l'Archivio dello Stato di Milano.
Tra i candidati favoriti dal Duca di Milano v'erano d'Estouteville, Capranica, Gonzaga, della Rovere, Agnifili e Ammannati Piccolomini. Tra questi il Duca Sforza ritenne della Rovere il più indicato. Così i cardinali Gonzaga e Borgia fecero pressione in favore di Della Rovere dietro le quinte votando, con la volontà di mascherare le loro reali intenzioni, a favore di altri candidati fino all'accessus finale della mattina del 9 agosto, quando cambiarono il loro voto insieme ai cardinali d'Esotuteville e Barbo in favore di Della Rovere.
Nello scrutinio precedente i cardinali "Paoleschi" che votarono della Rovere furono Paleologo, Zeno, Michiel, Agnifili mentre i cardinali "Pieschi" furono Roverella e Fortiguerra. Della Rovere ricevette anche i voti di Bessarione, Calandrini e Orsini. I restanti cardinali votarono come di seguito: Gonzaga per Borgia, Borgia per Roverella, della Rovere per Agnifili, Barbo per Eroli, Ammannati Piccolomini e Capranica per Calandrini, d'Estouteville per Gonzaga, Eroli e Carafa per Roverella.
Nell'accessus finale, come detto, Borgia e Gonzaga cambiarono in favore di Della Rovere e pure d'Estouteville e Barbo fecero allo stesso modo. Della Rovere fu così eletto pontefice con il voto di 13 cardinali. Contrariamente alla tradizione rinascimentale, i cinque cardinali che dettero due voti a Calandrini, due a Roverella e uno ad Agnifili, non utilizzarono l'ultimo accessus per rendere l'elezione unanime.

## Collegio cardinalizio all'epoca del conclave

### Presenti in conclave
| Nome                                  | Paese                     | Titolo                                                                                                | Ruolo | Nascita    | Concistoro | Creato da         |
| ------------------------------------- | ------------------------- | --- | --- | ---------- | ---------- | ----------------- |
| Guillaume d'Estouteville, O.S.B.Clun. | Regno di Francia          | Cardinale vescovo di Ostia e Velletri; Cardinale presbitero in commendam di Santa Pudenziana          | Arcivescovo metropolita di Rouen; Amministratore apostolico di Saint-Jean de Maurienne; Decano del Collegio cardinalizio                 | 1403       | 18/12/1439 | papa Eugenio IV   |
| Bessarione                            | Impero ottomano           | Cardinale vescovo di Sabina; Cardinale presbitero in commendam dei Santi XII Apostoli                 | Arcivescovo titolare di Tebe; Patriarca titolare di Costantinopoli dei Latini                                                            | 02/01/1403 | 18/12/1439 | papa Eugenio IV   |
| Latino Orsini                         | Stato Pontificio          | Cardinale vescovo di Frascati                                                                         | Amministratore apostolico di Bari e Canosa; Arciprete della Basilica di San Giovanni in Laterano; Amministratore apostolico di Polignano | 1411       | 20/12/1448 | papa Niccolò V    |
| Filippo Calandrini                    | Repubblica di Genova      | Cardinale vescovo di Albano                                                                           | Vescovo di Bologna; Penitenziere Maggiore; Camerlengo del Collegio cardinalizio                                                          | 1403       | 20/12/1448 | papa Niccolò V    |
| Angelo Capranica                      | Stato Pontificio          | Cardinale presbitero di Santa Croce in Gerusalemme                                                    | Arcivescovo-vescovo emerito di Rieti | 1415       | 05/03/1460 | papa Pio II       |
| Berardo Eroli                         | Stato Pontificio          | Cardinale presbitero di Santa Sabina                                                                  | Vescovo di Spoleto; Legato apostolico di Perugia e dell'Umbria                                                                           | 1409       | 05/03/1460 | papa Pio II       |
| Niccolò Forteguerri                   | Repubblica di Firenze     | Cardinale presbitero di Santa Cecilia                                                                 | Vescovo di Teano | 07/10/1419 | 05/03/1460 | papa Pio II       |
| Bartolomeo Roverella                  | Signoria di Ferrara       | Cardinale presbitero di San Marcello                                                                  | Arcivescovo metropolita di Ravenna | 1406       | 18/12/1461 | papa Pio II       |
| Giacomo Ammannati Piccolomini         | Repubblica di Firenze     | Cardinale presbitero di San Crisogono                                                                 | Vescovo di Pavia | 08/03/1422 | 18/12/1461 | papa Pio II       |
| Oliviero Carafa                       | Regno di Napoli           | Cardinale presbitero di Sant'Eusebio                                                                  | Arcivescovo metropolita di Napoli | 10/03/1430 | 18/09/1467 | papa Paolo II     |
| Amico Agnifili                        | Regno di Napoli           | Cardinale presbitero di Santa Maria in Trastevere                                                     | Vescovo dell'Aquila | 1398       | 18/09/1467 | papa Paolo II     |
| Marco Barbo                           | Repubblica di Venezia     | Cardinale presbitero di San Marco                                                                     | Patriarca di Aquileia; Gran priore di Roma del sovrano militare ordine di Malta                                                          | 22/04/1420 | 18/09/1467 | papa Paolo II     |
| Francesco della Rovere, O.F.M.        | Repubblica di Genova      | Cardinale presbitero di San Pietro in Vincoli                                                         | Ministro generale dell'Ordine francescano                                                                                                | 21/07/1414 | 18/09/1467 | papa Paolo II     |
| Giovanni Battista Zeno                | Repubblica di Venezia     | Cardinale presbitero di Sant'Anastasia                                                                | Vescovo di Vicenza; Arciprete della Basilica di San Pietro in Vaticano                                                                   | 1439/1440  | 21/11/1468 | papa Paolo II     |
| Roderic Llançol de Borja              | Corona d'Aragona          | Cardinale diacono di San Nicola in Carcere; Cardinale diacono in commendam di Santa Maria in Via Lata | Vice-Cancelliere di Santa Romana Chiesa; Vescovo di Valencia; Cardinale protodiacono                                                     | 01/01/1432 | 20/02/1456 | papa Callisto III |
| Francesco Gonzaga                     | Marchesato di Mantova     | Cardinale diacono Santa Maria della Scala; Cardinale diacono in commendam di Sant'Agata alla Suburra  | Amministratore apostolico di Mantova; Legato apostolico della Provincia Romandiolæ                                                       | 15/03/1444 | 18/12/1461 | papa Pio II       |
| Teodoro Paleologo del Monferrato      | Marchesato del Monferrato | Cardinale diacono di San Teodoro                                                                      | Amministratore apostolico di Casale Monferrato                                                                                           | 14/08/1425 | 18/09/1467 | papa Paolo II     |
| Giovanni Michiel                      | Repubblica di Venezia     | Cardinale diacono di Sant'Angelo in Pescheria                                                         | Vescovo di Verona | 01/04/1446 | 21/11/1468 | papa Paolo II     |

### Assenti in conclave
| Nome                                   | Paese               | Titolo                                                                               | Ruolo                                                 | Nascita    | Concistoro | Creato da         |
| -------------------------------------- | ------------------- | ------------------------------------------------------------------------------------ | ----------------------------------------------------- | ---------- | ---------- | ----------------- |
| Alain de Coëtivy                       | Regno di Francia    | Cardinale vescovo di Palestrina; Cardinale presbitero in commendam di Santa Prassede | Vescovo di Avignone; Amministratore apostolico di Dol | 18/08/1407 | 20/12/1448 | papa Niccolò V    |
| Jean Rolin                             | Regno di Francia    | Cardinale presbitero di Santo Stefano al Monte Celio                                 | Vescovo di Autun                                      | 1408       | 20/12/1448 | papa Niccolò V    |
| Luis Juan de Milá                      | Corona d'Aragona    | Cardinale presbitero dei Santi Quattro Coronati                                      | Vescovo di Lérida                                     | 1430/1432  | 20/02/1456 | papa Callisto III |
| Jean Jouffroy, O.S.B.Clun.             | Regno di Francia    | Cardinale presbitero dei Santi Silvestro e Martino ai Monti                          | Vescovo di Albi                                       | 1412       | 18/12/1461 | papa Pio II       |
| Thomas Bourchier                       | Regno d'Inghilterra | Cardinale presbitero di San Ciriaco alle Terme Diocleziane                           | Arcivescovo metropolita di Canterbury                 | 1412       | 18/09/1467 | papa Paolo II     |
| Jean Balue                             | Regno di Francia    | Cardinale presbitero di Santa Susanna                                                | Vescovo di Angers; Elemosiniere del re di Francia     | 1421       | 18/09/1467 | papa Paolo II     |
| Francesco Nanni Todeschini-Piccolomini | Repubblica di Siena | Cardinale diacono di Sant'Eustachio                                                  | Arcivescovo metropolita di Siena                      | 29/05/1439 | 05/03/1460 | papa Pio II       |